# کیمو پوهیونن
کیمو پوهیونن (فنلاندی: Kimmo Pohjonen؛ زادهٔ ۱۶ اوت ۱۹۶۴) موسیقی‌دان، آهنگساز و نوازندهٔ آکوردئون اهل فنلاند است.
وی دانش‌آموختهٔ آکادمی سیبلیوس است.
از فیلم‌ها یا مجموعه‌های تلویزیونی که وی در آن‌ها نقش داشته است، می‌توان به فانوس دریایی اشاره نمود.